# Dämonisierung
Dämonisierung oder „Verteufelung“ ist die Darstellung einer anderen Person oder Gruppe, des Gegners oder Feindes als wesensmäßig böse. Es handelt sich um die extremste Form der Dehumanisierung des Anderen. Sie entwickelte sich aus religiösen Ursprüngen und hat heute vor allem eine politische Funktion, besonders in politischen Konflikten, bei der Kriegsvorbereitung und Kriegsführung.

## Beschreibung
Dämonisierung ist eine rhetorische und ideologische Manipulationstechnik zur Desinformation oder zur Verdrehung von Fakten (ähnlich der unter umgekehrten Vorzeichen geschehenden Sakralisierung, Heroisierung oder der Opfertheorie), die darin besteht, politische, ethnische, kulturelle oder religiöse Entitäten durch ein moralisches Urteil als wesensmäßig böse und böswillig darzustellen und sich damit selbst zu rechtfertigen und indirekt positiv zu beschreiben: Den anderen böse zu nennen impliziert die Vergöttlichung des eigenen Standpunkts. In der Regel ist die Dämonisierung mit einer Entmenschlichung (Dehumanisierung) verbunden, die dem Gegner die Menschlichkeit, die Menschenwürde und den Anspruch auf Menschenrechte abspricht.
Bar Tal klassifiziert sie als eine der Formen der Delegitimierung, neben der Entmenschlichung, Verdinglichung, Ausgrenzung, Etikettierung und dem Gruppenstereotyp.
Für Rodney Barker gilt Dämonisierung als die extremste Form von Feindbild-Stereotyp, mit dessen Hilfe die Welt in zwei sauber getrennte Hälften geteilt wird, wodurch ein manichäischer Kampf des Guten gegen das Böse ermöglicht wird.
Der Friedens-Psychologe und Kriegsursachenforscher Ralph K. White (1907–2007) sieht sie neben Missverständnis und Kommunikationsmangel als Fehlwahrnehmungs-Komponente in Kriegssituationen, ohne die es im zwanzigsten Jahrhundert keine Kriege gegeben hätte.
Anne Morelli betrachtet Dämonisierung im Anschluss an Arthur Ponsonby als wichtiges Prinzip der Kriegspropaganda, in enger Verbindung mit der Kriegsschuldzuweisung und der eigenen Rechtfertigung. Sie sieht in der Dämonisierung den notwendigen Schritt der Propaganda, den Gegner zu personifizieren. Der Hass der Bevölkerung muss auf ein psychologisch geeignetes Bild umgeleitet werden, da ein Mensch ein Volk als Ganzes nicht hassen könne, wohl aber ein entmenschlichtes Bild einer feindlichen Führungsfigur, der dann die Gesamtbevölkerung substituiert wird. Für Morelli steht die Dämonisierung in enger Verbindung mit der Mobilisierung der Bevölkerung, sie ist eine Methode der Massenpsychologie, das über die Massenmedien verbreitet wird.
In der Form der Personalisierung und Moralisierung lenkt sie von den politischen Ereignissen ab und richtet das Interesse auf leichter zu beurteilende negative Charakterzüge im Privatleben.

## Funktion
Es handelt sich um eine Form der Emotionalisierung (Hass-Propaganda) zur Stigmatisierung und Ausgrenzung des Gegners, dessen Bedrohung nur noch mit Mitteln der Gewalt abzuwenden ist und für dessen Bekämpfung kein Preis zu hoch ist. Ziel ist die Diskreditierung und Diffamierung einer Person oder Gruppe.
Die durch den Prozess der Dämonisierung ausgelöste emotionale Aufladung erschwert sowohl den zivilisierten Dialog zwischen Konfliktparteien als auch die objektive Analyse der Situation. Dämonisierung ist Teil eines Narrativs, das dem Framing von Ereignissen und Bewertungen dient. Zum Deutungsrahmen gehört eine scharfe Trennung zwischen „uns“ und „ihnen“, ein klares Freund-Feind-Schema. Dämonisierung spitzt die Einstellungen und Haltungen der Akteure zu und kanalisiert die Handlungen zum Konflikt hin. Sie schafft den Hass, der notwendig ist, um die zivilisatorischen Schranken bei der Durchsetzung der eigenen Interessen zu überwinden.
Die Erziehungswissenschaftler María do Mar Castro Varela und Paul Mecheril beschreiben Dämonisierung als Strategie zur Aufrechterhaltung einer gesellschaftlichen Ordnung, in der materielle und symbolische Privilegien ungleich verteilt sind: Sobald die Legitimität dieser Ungleichheit bestritten wird oder sich die Ungleichheit funktional nicht mehr aufrechterhalten lässt, werden die als Andere imaginierten Menschen dämonisiert, um die Vorrechte der Privilegierten aufrechtzuerhalten. Als Beispiele nennen sie Flüchtlinge und Migranten aus muslimischen Ländern, die in Deutschland oft als Terroristen oder als sexuell übergriffig dämonisiert werden.

## Geschichte
Ursprünglich bestand die Dämonisierung in der Reinterpretation der polytheistischen Gottheiten in lügenhafte bösartige Dämonen, durch das Christentum. So wurde die Gestalt des Hirtengottes Pan in die des Teufels umgedeutet.
Im Jahre 1486 veröffentlichten die Inquisitoren Jacques Sprenger und Henri Institoris in Malleus maleficarum. Es ist ein echter Perspektivwechsel der Kirche: Während Hexen bis dahin wegen Häresie verfolgt wurden und die Kirche ihre Praktiken als bloßen Aberglauben ohne Fundament sah, wurden sie nun als besessen und als Inkarnation des Teufels angesehen. Dies fand zwei Jahre nach der Bulle Summis desiderantes affectibus des Papstes Innozenz VIII statt. Man kann darin einen Willen zur Legitimierung der Hexenjagd sehen.
Im mittelalterlichen Antijudaismus spielten Dämonisierungen eine wichtige Rolle: So unterstellte man den Juden, die Pest zu verbreiten, Hostienfrevel und Ritualmorde zu begehen, um das Blut christlicher Kinder für ihre Riten zu benutzen, und insgesamt Agenten des Teufels zu sein. Diese Vorwürfe wurden von allen Gläubigen geteilt und legitimierten immer wieder Massengewalt gegen Juden.
Auch andere Verschwörungstheorien arbeiten mit Dämonisierungen, indem sie Minderheiten als böse hinstellen und ihnen gleichzeitig nachgerade übernatürliche Fähigkeiten andichten (denn anders könnten sie die großen Wirkungen, die die Verschwörungstheoretiker befürchten, gar nicht ausüben).
Bei der Konstruktion einer deutschen Nation im Zeitalter Napoleons dämonisierten die intellektuellen Akteure wie Friedrich Ludwig Jahn und Ernst Moritz Arndt alles Französische und sakralisierten im Gegenzug das Deutschtum: Den Glauben daran, ein Volk zu sein, beschrieb Arndt „als die Religion unserer Zeit; durch diesen Glauben müsst ihr […] den Teufel und die Hölle überwinden“.
Dämonisierung ist neben Delegitimierung und doppelten Standards eines der drei Ds im 3-D-Test für Antisemitismus: Kritik an der Politik der israelischen Regierung gilt als legitim und nicht antisemitisch, wenn sie keines davon erfüllt, das heißt, sie weder strenger beurteilt als die der Regierungen der Nachbarländer noch das Existenzrecht Israels in Frage stellt noch Israel zum Beispiel mit Nazi-Vergleichen als schlechthin böse hinstellt.

## Techniken
- Analogieschluss oder Amalgamierung mit einem Thema, das etwas mit dem das Dämonisierungsobjekt etwas gemeinsam hat (Sie sind Vegetarier, genau wie Hitler, also...);
- Abwertung (Wie viel Intelligenz kann man von einem Athleten erwarten?);
- Fälschliche Berufung auf Naturgesetze.
- Negative Konnotierung und semantische Verschiebungen, um Ablehnung zu erzeugen

## Die Bildung von Tabus
Dämonisierung ist oft mit der Verwendung oder Erstellung von Tabus verbunden: Ein Thema, das so negativ beurteilt wird, dass seine Evokation selbst problematisch wird. Die Mehrheit der von Ethnologen untersuchten Gesellschaften verwendet ähnliche Methoden, um Abweichungen von der Norm zu begrenzen, was die Überlebensfähigkeit der Gruppe gefährden könnte. Dämonisierung ist in diesem Sinne nichts anderes als die mehr oder weniger bewusste Ausnutzung eines natürlichen Mechanismus.

## Berühmte Beispiele
- George W. Bushs Krieg gegen das Böse, die „Achse des Bösen“.
- Ronald Reagans Bezeichnung „Evil Empire“.
- Ayatollah Khomeini hat die USA als „Großen Satan“ bezeichnet.
- Antisemitismus/Antijudaismus
- Kommunistenverfolgung
- Bezeichnung russischer Soldaten im russisch-ukrainischen Krieg als „Orks“[18]

## Kritik
Die realistische Schule der Politik (Kenneth Waltz) hält die Kritik an Propagandaformen wie der Dämonisierung für wenig hilfreich, da diese Epiphänomene tiefer liegender geostrategischer Interessenkonflikte seien. Die Beziehungen der Staaten untereinander seien wesentlich anarchistisch und richteten sich nach der Einschätzung der materiellen und militärischen Fähigkeiten des anderen. Ideelle Charakterisierungen wie Freundschaft oder Feindschaft seien in der internationalen Politik ungeeignet.